# ساتراپان ابگاری
دودمان اَبگاریان از تبار اعراب نبطی بودند که بر ساتراپی اسروئن فرمانروایی می‌کردند و همیشه فرمان‌بردار سلوکیان و سپس شاهنشاهی اشکانی بودند و بعدا به یک کلونی رومی تبدیل شدند و در نهایت توسط شاپور یکم پادشاه ساسانی مغلوب شدند. فرمانداران آن به شکلی از آرامی سخن می‌گفتند و برخی از پادشاهان آنها نام‌های ایرانی و برخی نام‌های عربی داشتند اما بر پایه نظر جوداه سگال نام‌هایی که به واکه و ختم می‌شوند بدون تردید نبطی هستند. ادسا یا رها پایتخت آنها بود. از شهرهای مهم دیگر آن حران بود و دامنه آن گاهی تا نصیبین و اَربلا نیز می‌رسید.

## ساتراپی اسروئن
اشکانی ها پس از تسلط بر ارمنستان در ۵۳ پ.م. با رومی‌ها درگیر شدند و در نبرد حران رومی‌ها شکست خوردند. پس از نبرد کاره یا حران، اعضای این سلسله برای حدود دو سده به طور گسترده سیاست طرفداری از اشکانی را دنبال کردند. از آغاز سده دوم اسروئن به مرور وابسته روم شد. از ۲۱۴ م که به صورت یک کلونی رومی درآمد آنها دیگر خود فرمان نبودند. آبگار دهم فرهاد آخرین ساتراپ افتخاری اسروئن عملاً خودش و همسرش ساکن روم بودند.
همسایه‌های آن از شمال شرقی ساتراپی سوفن و شمال غربی پادشاهی کوماژن و در غرب ساتراپی کاپادوکیه و در شرق آدیابن و کردوئنه و در جنوب ساتراپی سلوکیه بودند.

## خاندان خودفرمان آبگاری
دوره تجزیه پادشاهی سلوکی: از این دوره به بعد گاهی شاه سلوکی دست‌نشانده روم بود.
1. آریو (۱۳۲ پ. م - ۱۲۷ پ. م)
2. ابدو فرزند ماز اور (۱۲۷ پ. م - ۱۲۰ پ. م)
3. فرادشت فرزند جِبار او (۱۲۰پ. م - ۱۱۵ پ. م)

دوره اول حمایت اشکانی مهرداد دوم
1. باکرو یکم فرزند فرادشت (۱۱۵ پ. م - ۱۱۲ پ. م)
2. باکرو دوم فرزند باکرو (۱۱۲ پ. م - ۹۴ پ. م)

دوره حمایت دودمان آرتاشسی ارمنستان: تیگران بزرگ
1. مانو یکم (۹۴ پ. م)
2. اَبگار یکم پیکا (۹۴ پ. م - ۶۸ پ. م)
3. اَبگار دوم فرزند اَبگار (۶۸ پ. م - ۵۲ پ. م)

دوره دوم حمایت اشکانی:
1. مانو دوم (۵۲ پ. م - ۳۴ پ. م)
2. پاکور (۳۴ پ. م - ۲۹ پ. م)
3. اَبگار سوم (۲۹ پ. م - ۲۶ پ. م)
4. اَبگار چهارم سوماقا (۲۶ پ. م - ۲۳ پ. م)
5. مانو سوم سافول (۲۳ پ. م - ۴ پ. م)
6. اَبگار پنجم اوک کاما فرزند مانو (اَبگاروس ادسا) (۴ پ. م - ۷ میلادی)
7. نوار مانع چهارم مانو (۷ میلادی - ۱۳ میلادی)
8. اَبگار پنجم اوک کاما فرزند مانو (۱۳ میلادی - ۵۰ میلادی)
9. مانو پنجم فرزند اَبگار (۵۰ میلادی - ۵۷ میلادی)
10. مانو ششم فرزند اَبگار (۵۷ میلادی - ۷۱ میلادی)
11. اَبگار ششم فرزند مانو (۷۱ میلادی - ۹۱ میلادی)
12. سناتروک (۹۱ میلادی - ۱۰۹ میلادی) یا به روایتی دوران بی‌پادشاهی
13. اَبگار هفتم فرزند ایزد (۱۰۹ میلادی - ۱۱۶ میلادی)
14. دوران بی‌پادشاهی (۱۱۶ میلادی - ۱۱۸ میلادی)

روزگار کلاینت رومی: (۱۱۸ میلادی - ۲۱۲ میلادی)
1. یالور (یلود) (۱۱۸ میلادی - ۱۲۲ میلادی، پادشاهی مشترک با پارتاماسپت)
2. پارتاماسپت (۱۱۸ میلادی - ۱۲۳ میلادی)
3. مانو هفتم فرزند ایزد (۱۲۳ میلادی - ۱۳۹ میلادی)
4. مانو هشتم فرزند مانو (۱۳۹ میلادی - ۱۶۸ میلادی) تصدی اول
5. وائل فرزند سَهرو (۱۶۳ میلادی - ۱۶۵ میلادی) توسط اشکانیان منصوب شد
6. مانو هشتم فرزند مانو (۱۶۵ میلادی - ۱۷۷ میلادی) تصدی دوم
7. اَبگار هشتم (بزرگ) فرزند مانو (۱۷۷ میلادی - ۲۱۲ میلادی)

روزگار کلونی رومی: اسروئن (کلونی روم)
1. اَبگار (دهم) سِوِروس فرزند اَبگار (نهم) رابو (۲۱۲ میلادی - ۲۱۴ میلادی)
2. مانو (نهم) فرزند اَبگار (دهم) سِوِروس (۲۱۴ میلادی - ۲۴۰ میلادی)
3. اَبگار (یازدهم) فراهاد فرزند مانو (نهم) (۲۴۰ میلادی - ۲۴۲ میلادی)